# Territori de Nebraska

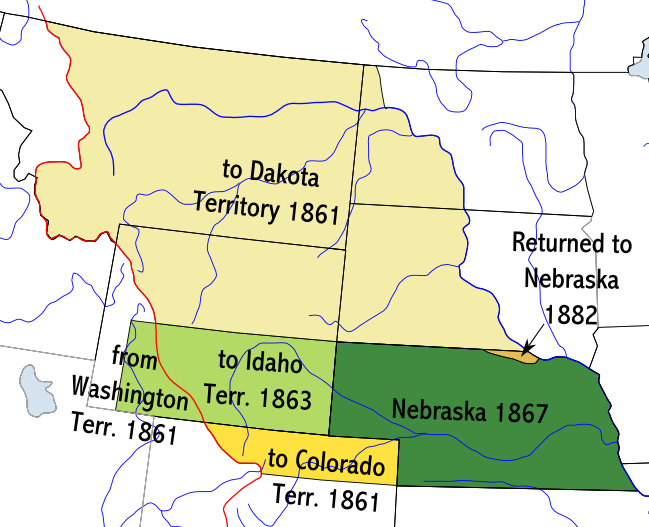
Evolució del Territori (en color) i l'estat de Nebraska (delimitat per línies negres) entre 1854 i 1882. La línia vermella és la divisòria continental nord-americana.

El Territori de Nebraska va ser un territori organitzat incorporat als Estats Units que va existir del 30 de maig de 1854 a l'1 de març de 1867, quan va ser admès dins la Unió com l'Estat de Nebraska. El territori va ser creat per la Llei de Kansas-Nebraska de 1854, amb capital a Omaha, i comprenia les àrees dels actuals Nebraska, Wyoming, Dakota del Sud, Dakota del Nord, Colorado, i Montana.